# Martin Petráš
Martin Petráš (Bojnice, 2 novembre 1979) è un procuratore sportivo ed ex calciatore slovacco, di ruolo difensore.

## Caratteristiche tecniche
Terzino destro, può giocare sia come terzino sinistro sia come centrale difensivo, dimostrando di essere un jolly difensivo.

## Carriera

### Club

#### Esperienze europee
Inizia nel Football Club Baník Horná Nitra nel 1998.
In seguito gioca con lo Jablonec, prima di essere acquistato dallo Sparta Praga nel 2002. Allo Sparta vince 2 volte la Gambrinus Liga e una Coppa della Repubblica Ceca.
Il 22 novembre 2005 va a segno in Champions League in Ajax-Sparta Praga (2-1).
Nel 2006 viene ceduto all'FBK Kaunas con cui vince la A Lyga, e a gennaio passa in prestito all'Hearts. Qui vince la Coppa di Scozia. Rientra a Kaunas a fine stagione.

#### In Italia: Lecce, Triestina e Cesena, Grosseto e Delta Porto Tolle
Rescisso il contratto con la squadra lituana, il 31 agosto 2006 è ingaggiato dal Lecce.
Esordisce in Serie B il 9 settembre 2006 in Lecce-Albinoleffe (3-1).
Nella formazione giallorossa non riesce a giocare con continuità e così il 31 gennaio 2007, nella sessione invernale del calciomercato, è ceduto al Treviso in prestito. Al termine della stagione rimane svincolato.
Il 28 agosto 2007 viene ingaggiato dalla Triestina.
Dopo due stagioni tra gli alabardati , il 12 luglio 2009 si trasferisce al Cesena. Contribuisce con 29 presenze alla promozione del Cesena in Serie A.
Non essendo riuscito a esordire in massima serie, il 31 gennaio 2011 viene ceduto a titolo definitivo al Grosseto. Gioca per il club toscano fino alla fine della stagione 2011-2012, al termine del quale rimane svincolato.
Nel 2013-2014 torna a giocare Delta Porto Tolle, squadra di Lega Pro Seconda Divisione e conclude la stagione con la retrocessione in serie D.

#### A San Marino: La Fiorita e ritiro
Il 16 agosto 2014 si accasa alla Fiorita, squadra militante nel campionato sammarinese. Alla fine della stagione si ritira dall'attività agonistica.

### Nazionale
Milita nella Nazionale slovacca, con cui ha esordito nel 2002.
Segna il suo primo (e unico) goal in Nazionale il 29 marzo 2003 contro la Macedonia.
Partecipa al Mondiale 2010, il primo per la nazionale mitteleuropea, collezionando una presenza nel corso della manifestazione il 24 giugno in occasione della sfida vinta (a sorpresa) per 3-2 contro l'Italia campione del mondo in carica e che ha consentito agli slovacchi di passare il turno. Agli ottavi la formazione slovacca ha perso per 2-1 contro l'Olanda futura finalista, venendo così eliminata dal torneo.
Quella contro l'Italia è stata l'ultima partita di Petráš con la Slovacchia con cui in totale ha collezionato 39 presenze e 1 rete.

## Statistiche

### Presenze e reti nei club
Statistiche aggiornate al 23 maggio 2015.
| Stagione               | Squadra                         | Campionato             | Campionato | Campionato | Coppe nazionali | Coppe nazionali | Coppe nazionali | Coppe continentali | Coppe continentali | Coppe continentali | Altre coppe | Altre coppe | Altre coppe | Totale | Totale |
| Stagione               | Squadra                         | Comp                   | Pres       | Reti       | Comp            | Pres            | Reti            | Comp               | Pres               | Reti               | Comp        | Pres        | Reti        | Pres   | Reti   |
| ---------------------- | ------------------------------- | ---------------------- | ---------- | ---------- | --------------- | --------------- | --------------- | ------------------ | ------------------ | ------------------ | ----------- | ----------- | ----------- | ------ | ------ |
| 1998-1999              | Football Club Baník Horná Nitra | SCL                    | 14         | 0          | CC              | 0               | 0               | -                  | -                  | -                  | -           | -           | -           | 14     | 0      |
| 1999-2000              | Football Club Baník Horná Nitra | SCL                    | 28         | 2          | CC              | 1               | 0               | -                  | -                  | -                  | -           | -           | -           | 29     | 2      |
| Totale Banik Prievidza | Totale Banik Prievidza          | Totale Banik Prievidza | 42         | 2          |                 | 1               | 0               |                    | -                  | -                  |             | -           | -           | 43     | 2      |
| 2000-2001              | Jablonec                        | 1L                     | 27         | 0          | CC              | 2               | 1               | -                  | -                  | -                  | -           | -           | -           | 29     | 1      |
| 2001-2002              | Jablonec                        | 1L                     | 29         | 3          | CC              | 1               | 0               | -                  | -                  | -                  | -           | -           | -           | 30     | 3      |
| Totale Jablonec        | Totale Jablonec                 | Totale Jablonec        | 56         | 3          |                 | 3               | 1               |                    | -                  | -                  |             | -           | -           | 59     | 4      |
| 2002-2003              | Sparta Praga                    | 1L                     | 21         | 1          | CC              | 3               | 2               | UCL+CU             | 0+3                | 0                  | -           | -           | -           | 27     | 3      |
| 2003-2004              | Sparta Praga                    | 1L                     | 12         | 0          | CC              | 5               | 1               | UCL                | 3                  | 0                  | -           | -           | -           | 20     | 1      |
| 2004-2005              | Sparta Praga                    | 1L                     | 27         | 3          | CC              | 1               | 0               | UCL                | 7                  | 0                  | -           | -           | -           | 35     | 3      |
| 2005-gen. 2006         | Sparta Praga                    | 1L                     | 14         | 2          | CC              | 1               | 0               | UCL                | 6                  | 1                  | -           | -           | -           | 21     | 3      |
| Totale Sparta Praga    | Totale Sparta Praga             | Totale Sparta Praga    | 74         | 6          |                 | 10              | 3               |                    | 19                 | 1                  |             | -           | -           | 103    | 9      |
| gen.-giu. 2006         | Hearts                          | SPL                    | 5          | 0          | SC+SLC          | 1+1             | 1+0             | -                  | -                  | -                  |             | -           | -           | 7      | 1      |
| 2006-gen. 2007         | Lecce                           | B                      | 17         | 1          | CI              | 0               | 0               | -                  | -                  | -                  | -           | -           | -           | 17     | 1      |
| gen.-giu. 2007         | Treviso                         | B                      | 13         | 0          | CI              | -               | -               | -                  | -                  | -                  | -           | -           | -           | 13     | 0      |
| 2007-2008              | Triestina                       | B                      | 28         | 2          | CI              | 0               | 0               | -                  | -                  | -                  | -           | -           | -           | 28     | 2      |
| 2008-2009              | Triestina                       | B                      | 16         | 0          | CI              | 2               | 0               | -                  | -                  | -                  | -           | -           | -           | 18     | 0      |
| Totale Triestina       | Totale Triestina                | Totale Triestina       | 44         | 2          |                 | 2               | 0               |                    | -                  | -                  |             | -           | -           | 46     | 2      |
| 2009-2010              | Cesena                          | B                      | 29         | 0          | CI              | 0               | 0               | -                  | -                  | -                  | -           | -           | -           | 29     | 0      |
| 2010-gen. 2011         | Cesena                          | A                      | 0          | 0          | CI              | 0               | 0               | -                  | -                  | -                  | -           | -           | -           | 0      | 0      |
| Totale Cesena          | Totale Cesena                   | Totale Cesena          | 29         | 0          |                 | 0               | 0               |                    | -                  | -                  |             | -           | -           | 29     | 0      |
| gen.-giu. 2011         | Grosseto                        | B                      | 13         | 0          | CI              | -               | -               | -                  | -                  | -                  | -           | -           | -           | 13     | 0      |
| 2011-2012              | Grosseto                        | B                      | 33         | 0          | CI              | 2               | 0               | -                  | -                  | -                  | -           | -           | -           | 35     | 0      |
| Totale Grosseto        | Totale Grosseto                 | Totale Grosseto        | 46         | 0          |                 | 2               | 0               |                    | -                  | -                  |             | -           | -           | 48     | 0      |
| 2013-2014              | Delta Porto Tolle               | 2D                     | 30+4       | 0+1        | CI-LP           | 3               | 0               | -                  | -                  | -                  | -           | -           | -           | 37     | 1      |
| 2014-2015              | La Fiorita                      | CD                     | 22         | 2          | CT              | 1               | 0               | UCL                | 2                  | 0                  | SM          | 1           | 1           | 26     | 3      |
| Totale carriera        | Totale carriera                 | Totale carriera        | 378+4      | 15+1       |                 | 24              | 5               |                    | 21                 | 1                  |             | 1           | 1           | 428    | 23     |

### Cronologia presenze e reti in nazionale
| Cronologia completa delle presenze e delle reti in nazionale ― Slovacchia | Cronologia completa delle presenze e delle reti in nazionale ― Slovacchia | Cronologia completa delle presenze e delle reti in nazionale ― Slovacchia | Cronologia completa delle presenze e delle reti in nazionale ― Slovacchia | Cronologia completa delle presenze e delle reti in nazionale ― Slovacchia | Cronologia completa delle presenze e delle reti in nazionale ― Slovacchia | Cronologia completa delle presenze e delle reti in nazionale ― Slovacchia | Cronologia completa delle presenze e delle reti in nazionale ― Slovacchia |
| Data                                                                      | Città                                                                     | In casa                                                                   | Risultato                                                                 | Ospiti                                                                    | Competizione                                                              | Reti                                                                      | Note                                                                      |
| ------------------------------------------------------------------------- | ------------------------------------------------------------------------- | ------------------------------------------------------------------------- | ------------------------------------------------------------------------- | ------------------------------------------------------------------------- | ------------------------------------------------------------------------- | ------------------------------------------------------------------------- | ------------------------------------------------------------------------- |
| 6-2-2002                                                                  | Teheran                                                                   | Iran                                                                      | 2 – 3                                                                     | Slovacchia                                                                | Amichevole                                                                | -                                                                         |                                                                           |
| 27-3-2002                                                                 | Graz                                                                      | Austria                                                                   | 2 – 0                                                                     | Slovacchia                                                                | Amichevole                                                                | -                                                                         |                                                                           |
| 17-4-2002                                                                 | Bruxelles                                                                 | Belgio                                                                    | 1 – 1                                                                     | Slovacchia                                                                | Amichevole                                                                | -                                                                         |                                                                           |
| 14-5-2002                                                                 | Prešov                                                                    | Slovacchia                                                                | 4 – 1                                                                     | Uzbekistan                                                                | Amichevole                                                                | -                                                                         |                                                                           |
| 12-10-2002                                                                | Bratislava                                                                | Slovacchia                                                                | 1 – 2                                                                     | Inghilterra                                                               | Qual. Euro 2004                                                           | -                                                                         |                                                                           |
| 20-11-2002                                                                | Trnava                                                                    | Slovacchia                                                                | 1 – 1                                                                     | Ucraina                                                                   | Amichevole                                                                | -                                                                         |                                                                           |
| 12-2-2003                                                                 | Larnaca                                                                   | Romania                                                                   | 2 – 1                                                                     | Slovacchia                                                                | Torneo di Cipro 2003 - Semifinale                                         | -                                                                         |                                                                           |
| 29-3-2003                                                                 | Skopje                                                                    | Macedonia                                                                 | 0 – 2                                                                     | Slovacchia                                                                | Qual. Euro 2004                                                           | 1                                                                         |                                                                           |
| 2-4-2003                                                                  | Trnava                                                                    | Slovacchia                                                                | 4 – 0                                                                     | Liechtenstein                                                             | Qual. Euro 2004                                                           | -                                                                         |                                                                           |
| 30-4-2003                                                                 | Žilina                                                                    | Slovacchia                                                                | 2 – 2                                                                     | Grecia                                                                    | Amichevole                                                                | -                                                                         | 46’                                                                       |
| 7-6-2003                                                                  | Bratislava                                                                | Slovacchia                                                                | 0 – 1                                                                     | Turchia                                                                   | Qual. Euro 2004                                                           | -                                                                         |                                                                           |
| 11-6-2003                                                                 | Middlesbrough                                                             | Inghilterra                                                               | 2 – 1                                                                     | Slovacchia                                                                | Qual. Euro 2004                                                           | -                                                                         |                                                                           |
| 10-9-2003                                                                 | Žilina                                                                    | Slovacchia                                                                | 1 – 1                                                                     | Macedonia                                                                 | Qual. Euro 2004                                                           | -                                                                         |                                                                           |
| 29-5-2004                                                                 | Fiume                                                                     | Croazia                                                                   | 1 – 0                                                                     | Slovacchia                                                                | Amichevole                                                                | -                                                                         |                                                                           |
| 8-9-2004                                                                  | Bratislava                                                                | Slovacchia                                                                | 7 – 0                                                                     | Liechtenstein                                                             | Qual. Mondiali 2006                                                       | -                                                                         | 46’                                                                       |
| 17-11-2004                                                                | Trnava                                                                    | Slovacchia                                                                | 0 – 0                                                                     | Slovenia                                                                  | Amichevole                                                                | -                                                                         |                                                                           |
| 9-2-2005                                                                  | Larnaca                                                                   | Romania                                                                   | 2 – 2                                                                     | Slovacchia                                                                | Amichevole                                                                | -                                                                         |                                                                           |
| 26-3-2005                                                                 | Tallinn                                                                   | Estonia                                                                   | 1 – 2                                                                     | Slovacchia                                                                | Qual. Mondiali 2006                                                       | -                                                                         |                                                                           |
| 30-3-2005                                                                 | Bratislava                                                                | Slovacchia                                                                | 1 – 1                                                                     | Portogallo                                                                | Qual. Mondiali 2006                                                       | -                                                                         |                                                                           |
| 4-6-2005                                                                  | Lisbona                                                                   | Portogallo                                                                | 2 – 0                                                                     | Slovacchia                                                                | Qual. Mondiali 2006                                                       | -                                                                         | 76’                                                                       |
| 8-6-2005                                                                  | Lussemburgo                                                               | Lussemburgo                                                               | 0 – 4                                                                     | Slovacchia                                                                | Qual. Mondiali 2006                                                       | -                                                                         | 57’                                                                       |
| 3-9-2005                                                                  | Bratislava                                                                | Slovacchia                                                                | 2 – 0                                                                     | Germania                                                                  | Amichevole                                                                | -                                                                         | 52’                                                                       |
| 12-11-2005                                                                | Madrid                                                                    | Spagna                                                                    | 5 – 1                                                                     | Slovacchia                                                                | Qual. Mondiali 2006                                                       | -                                                                         |                                                                           |
| 7-10-2006                                                                 | Cardiff                                                                   | Galles                                                                    | 1 – 5                                                                     | Slovacchia                                                                | Qual. Euro 2008                                                           | -                                                                         |                                                                           |
| 11-10-2006                                                                | Bratislava                                                                | Slovacchia                                                                | 1 – 4                                                                     | Germania                                                                  | Qual. Euro 2008                                                           | -                                                                         | 61’                                                                       |
| 15-11-2006                                                                | Žilina                                                                    | Slovacchia                                                                | 3 – 1                                                                     | Bulgaria                                                                  | Amichevole                                                                | -                                                                         | 64’                                                                       |
| 20-5-2008                                                                 | Bielefeld                                                                 | Slovacchia                                                                | 0 – 1                                                                     | Turchia                                                                   | Amichevole                                                                | -                                                                         | 90+1’                                                                     |
| 24-5-2008                                                                 | Lugano                                                                    | Svizzera                                                                  | 2 – 0                                                                     | Slovacchia                                                                | Amichevole                                                                | -                                                                         |                                                                           |
| 6-9-2008                                                                  | Bratislava                                                                | Slovacchia                                                                | 2 – 1                                                                     | Irlanda del Nord                                                          | Qual. Mondiali 2010                                                       | -                                                                         |                                                                           |
| 10-9-2008                                                                 | Maribor                                                                   | Slovenia                                                                  | 2 – 1                                                                     | Slovacchia                                                                | Qual. Mondiali 2010                                                       | -                                                                         |                                                                           |
| 11-10-2008                                                                | Serravalle                                                                | San Marino                                                                | 1 – 3                                                                     | Slovacchia                                                                | Qual. Mondiali 2010                                                       | -                                                                         |                                                                           |
| 15-10-2008                                                                | Bratislava                                                                | Slovacchia                                                                | 2 – 1                                                                     | Polonia                                                                   | Qual. Mondiali 2010                                                       | -                                                                         |                                                                           |
| 10-2-2009                                                                 | Limassol                                                                  | Slovacchia                                                                | 2 – 3                                                                     | Ucraina                                                                   | Torneo di Cipro 2009 - Semifinale                                         | -                                                                         | 80’                                                                       |
| 11-2-2009                                                                 | Nicosia                                                                   | Cipro                                                                     | 3 – 2                                                                     | Slovacchia                                                                | Torneo di Cipro 2009 - Finale 3º posto                                    | -                                                                         |                                                                           |
| 12-8-2009                                                                 | Reykjavík                                                                 | Islanda                                                                   | 1 – 1                                                                     | Slovacchia                                                                | Amichevole                                                                | -                                                                         | 54’                                                                       |
| 14-10-2009                                                                | Chorzów                                                                   | Polonia                                                                   | 0 – 1                                                                     | Slovacchia                                                                | Qual. Mondiali 2010                                                       | -                                                                         |                                                                           |
| 17-11-2009                                                                | Žilina                                                                    | Slovacchia                                                                | 1 – 2                                                                     | Cile                                                                      | Amichevole                                                                | -                                                                         | 46’                                                                       |
| 3-3-2010                                                                  | Žilina                                                                    | Slovacchia                                                                | 0 – 1                                                                     | Norvegia                                                                  | Amichevole                                                                | -                                                                         | 84’                                                                       |
| 24-6-2010                                                                 | Johannesburg                                                              | Slovacchia                                                                | 3 – 2                                                                     | Italia                                                                    | Mondiali 2010 - 1º turno                                                  | -                                                                         | 90+4’                                                                     |
| Totale                                                                    |                                                                           | Presenze                                                                  | 39                                                                        |                                                                           | Reti                                                                      | 1                                                                         |                                                                           |

## Palmarès

### Club

#### Competizioni nazionali
- Campionato ceco: 2

Sparta Praga: 2002-2003, 2004-2005
- Coppa della Repubblica Ceca: 1

Sparta Praga: 2003-2004
- Campionato lituano: 1

FBK Kaunas: 2006
- Coppa di Scozia: 1

Heart of Midlothian: 2005-2006